# Rocket Lab
Rocket Lab je soukromá americko-novozélandská společnost působící v aerokosmickém průmyslu. Centrálu má v kalifornském Huntington Beach a na Novém Zélandu působí její plně vlastněná dceřiná společnost. Byla založena v červnu 2006 Peterem Beckem.
Společnost vyvinula suborbitální sondážní raketu Ātea a nyní provozuje orbitální nosnou raketu Electron, která vynáší z Rocket Lab Launch Complex 1 na novozélandském Severním ostrově malé satelity a CubeSaty.